# Lauderdale Road Spanish & Portuguese Synagogue

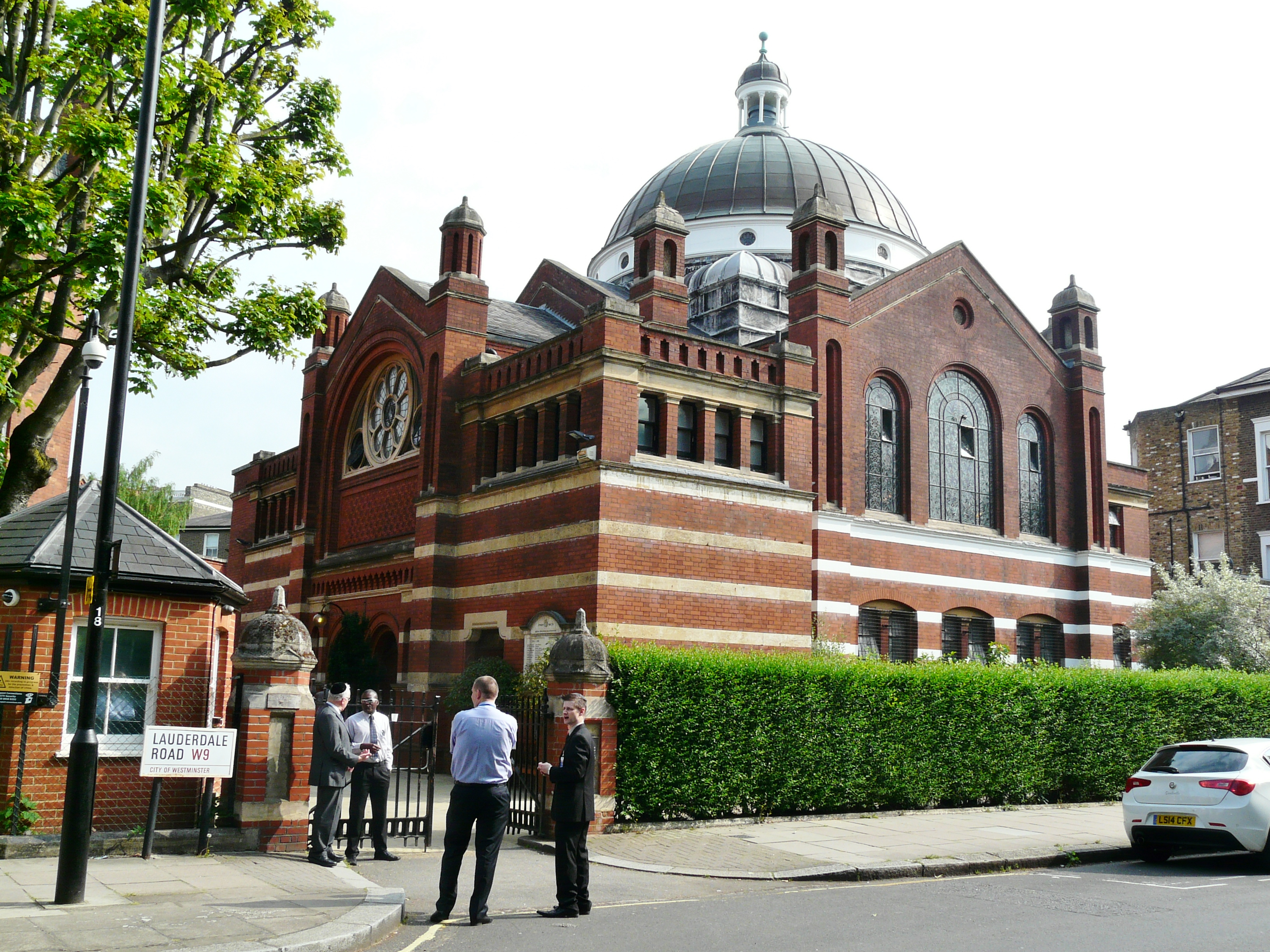
Lauderdale Road Synagoge in London

Die Lauderdale Road Spanish & Portuguese Synagogue, eher bekannt unter dem Namen Lauderdale Road Synagogue, ist eine Synagoge der Londoner City of Westminster, die an der Ecke von Maida Vale und der Lauderdale Road liegt. Sie ist das Zentrum der S&P Sephardi Gemeinde Qahal Qadosh Shaar Shamayim, der ältesten sephardischen Gemeinde im Vereinigten Königreich. Die Synagoge wurde 1896 fertiggestellt. Sie war zeitweise die Hauptsynagoge der Sephardim im Britischen Commonwealth.

## Geschichte

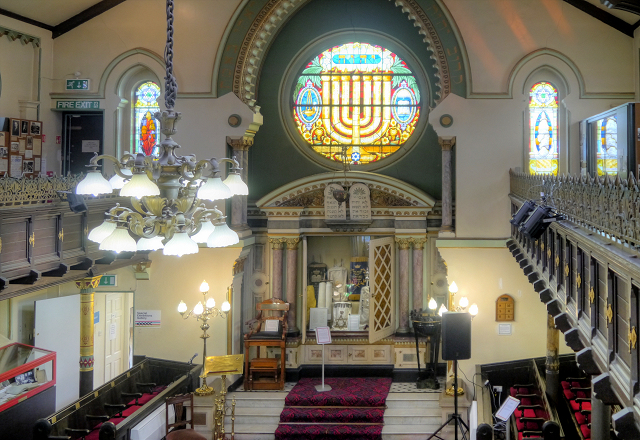
Das Innere der Synagoge

Nach der Vertreibung aller Juden aus England 1290 ließ Oliver Cromwell 1656 erstmals den Zuzug von sechs sephardischen Juden nach London wieder zu. Er gab eine mündliche Zusage für freien Gottesdienst und einen eigenen Friedhof. Um das Jahr 1700 konnte die Gemeinde zunächst die Bevis-Marks-Synagoge errichten, die in Ostlondon am Rand der City of London lag. Sie wurde besucht von ärmeren Familien spanischer und portugiesischer Herkunft, von denen viele mittellos vor der Inquisition geflohen waren. Als immer mehr sephardische, wohlhabend gewordene Juden sich eine Wohnung im Westen Londons leisten konnten, wurde dort eine neue Synagoge benötigt. In mehreren Schritten entstanden verschiedene Gotteshäuser, bis 1892 der Bau einer repräsentativen Synagoge im Westen beschlossen wurde. Sie wurde 1896 eröffnet nach den Plänen der Architekten Davis & Emanuel im erneuerten byzantinischen Stil.
Das Innere zeigt mit vielen Bezügen der Gemeindemitglieder zu den Regionen im British Empire eine gewölbte Decke, große Buntglasfenster in gewölbten Nischen, Gobelinteppiche auf den polierten Holzböden sowie eine große Arche. Viele der hochangesehenen und sehr wohlhabenden jüdischen Familien der viktorianischen Ära verbanden sich mit der Synagoge, darunter die Familien Sassoon (irakisch, z. B. David Sassoon), Montefiore (italienisch, z. B. Moses Montefiore) und Mocatta. Der Rabbiner von 1887 bis 1939, Chacham Moses Gaster, war ein führender Zionist, in dessen Wohnung eine erste Fassung der Balfour-Erklärung entstand.
Die Synagoge wurde durch deutsche Bomben im Zweiten Weltkrieg zerstört und wiederaufgebaut. In der Nachkriegszeit war der Rabbiner Solomon Gaon 1947–1977 eine entscheidende Figur bei der Integration neuer Zuwanderergruppen aus dem arabischen Raum. Das Montefiore College nahm bald junge Juden zum Studium aus Marokko, Tunesien und Algerien auf, die aus dem sich auflösenden französischen Kolonialreich kamen.

## Einzelbelege
1. ↑  Albert Montefiore Hyamson: The Sephardim of England: A History of the Spanish and Portuguese Jewish Community 1492-1951 (1951). Routledge, 2020, ISBN 978-1-00-004384-6 (google.de).
2. ↑  Secret Shulgoer: Secret Shul-Goer No 8: Lauderdale Road. Abgerufen am 23. Mai 2024 (englisch).
3. ↑  Wolfgang Saxon: Solomon Gaon, 82, A Rabbi Who Led Sephardim in Britain. In: The New York Times. 23. Dezember 1994, ISSN 0362-4331 (nytimes.com).

Koordinaten: 51° 31′ 39,8″ N, 0° 11′ 4,4″ W